# Mark Evans (aviron)
Pour les articles homonymes, voir Evans et Mark Evans (homonymie).
Mark Evans, né le 16 août 1957 à Toronto, est un rameur d'aviron canadien. 

## Carrière
Mark Evans participe aux Jeux olympiques de 1984 à Los Angeles et remporte la médaille d'or avec le huit canadien composé de Dean Crawford, Michael Evans, Paul Steele, Grant Main, Blair Horn, Kevin Neufeld, Pat Turner et Brian McMahon.